# Blaster Master
Blaster Master är ett platforms- och spring och skjut-TV-spel från Sunsoft till NES. Spelet släpptes i Japan den 17 juni 1988, i Nordamerika i november 1988 och i Europa den 25 april 1991.
I spelet spelar man som Jason, som skall besegra radioaktiva mutanter.

### Fotnoter
1. 1 2 3  ”Blaster Master”. NES DB. 20 mars 1988. Arkiverad från originalet den 26 april 2014. https://web.archive.org/web/20140426234426/http://www.nesdb.se/game_more.php?id=186&rid=1. Läst 25 april 2014.